# Individ
|  | Wiktionary har en ordboksartikel om individ. |

En individ är en självständig enhet av en art. Individen kan vara en människa, ett annat slags djur eller en växt.
Ordet individ kommer från latinets individuum med betydelsen 'odelbar'. Det har därmed samma grundbetydelse som det grekiska lånordet atom.